# 奢香
奢香（1358年—1396年），彝名舍兹，永宁人，明朝贵州女性水西土司，為彝族人，洪武初年代夫袭贵州宣慰使职，後人多稱讚她建設龙场九驿、开黔西乌撒道的交通建設貢獻。

## 生平
彝族恒部祖先穆阿卧后裔，永宁彝族扯勒部第四十二代君长龙迂龙更之女，永宁宣抚司宣抚使禄照之妹。洪武八年(1375年)嫁给、贵州宣慰使霭翠，不久，霭翠死，奢香遂代夫摄政，治理水西。當時刘淑贞也在丈夫宋欽死後，掌管水東。水西与水东是相对称呼，划分以六广河为界河。
贵州都督马晔圖謀激起彝族民變，以便改土歸流，遂裸撻奢香。這激起了奢香部屬的憤怒，準備起兵反叛。水東土司刘淑贞為人多智，得知後急忙制止，並於洪武十五年（1382年）上京，向馬皇后告发马晔。朱元璋得知後，下令召見奢香。奢香于洪武十七年（1384年）上京覲見，表示愿意为朝廷效力。朱元璋召回马晔，下狱處死，平息了西南地区的民愤。
奢香回到贵州后，组织人力，以偏橋為中心，開通一條到雲南烏蒙鄉、一條到畢節二鋪的兩條驛道，以龙场為首，共建立九座驛站，因而稱為龙场九驿。凿通的道路，连接湘、黔、川、滇四省，对增进地区经济文化的发展起到积极的作用，並促進貴州建制。
洪武二十三年(1390年)五月，她派儿子阿期陇弟（后赐姓安，名安的）到京城，求入太学学习。朱元璋谕：国子监官“善为训教，俾有成就，庶不负远人慕学之心。”
洪武二九年(1396年)奢香死后，朱元璋遣使祭奠，并以开九驿之，特赐“顺德夫人”称号，葬于雾笼坡。清道光十八年(1838年)重修奢香墓，置奢香夫人故里碑，保存至今。

## 評價
- 明朝後七子吳國倫〈奢香驛〉：「我聞水西奢香氏，奉詔曾謁高皇宮。承恩一諾九驛通，鑿山穿木開蒙茸。至今承平二百載，牂柯僰道猶同風。」[9]

- 清朝沈丙莹〈奢香驛〉：「秦开五尺道，牂牁汉内属。唐蒙斩令头，星邮远相续。爨瓒一窃据，千载沦蛮服。明祖纡远略，鞭箠森都督。奢香诉君门，九驿为君筑。遂令龙场路，使节通巴蜀。缅想经营初，锦袍亲督促。一曲西溪水，曾照人如玉。宣慰绪勿延，明社嗟已屋。惟兹旧驿亭，香名永芬馥。奢香树边功，良玉拥戎纛。天生奇女子，争辉二申录。」[10]

## 文化形象
1911年辛亥革命后，贵州教育家黄齐生创作“五族共和，缔结中华”为主题的话剧《奢香夫人》。是最早的关于奢香的戏剧、影视作品。1963年10月，俞百巍（执笔）、朱云鹏的黔剧剧本《奢香夫人》在月刊《剧本》上发表:57。1979年，黔剧《奢香夫人》参加建国30周年献礼演出:60。
1980年代，浙江电影制片厂根据黔剧《奢香夫人》拍摄电影《奢香夫人》。2003年，陈乐光的30集电视剧《奢香演义》剧本出版。欧阳黔森编剧的《奢香夫人》:60—61由八一電影製片廠制作，宁静主演。于2011年6月27日在哈尔滨新闻综合频道首播。
《奢香夫人》，张超作词、作曲，凤凰传奇演唱（收录在2009年6月专辑《最炫民族风》中）。